# Арнавуткој (Истанбул)
Арнавуткој је градско насеље у округу Бешикташ у Истанбулу, Турска.